# Víbria de Reus

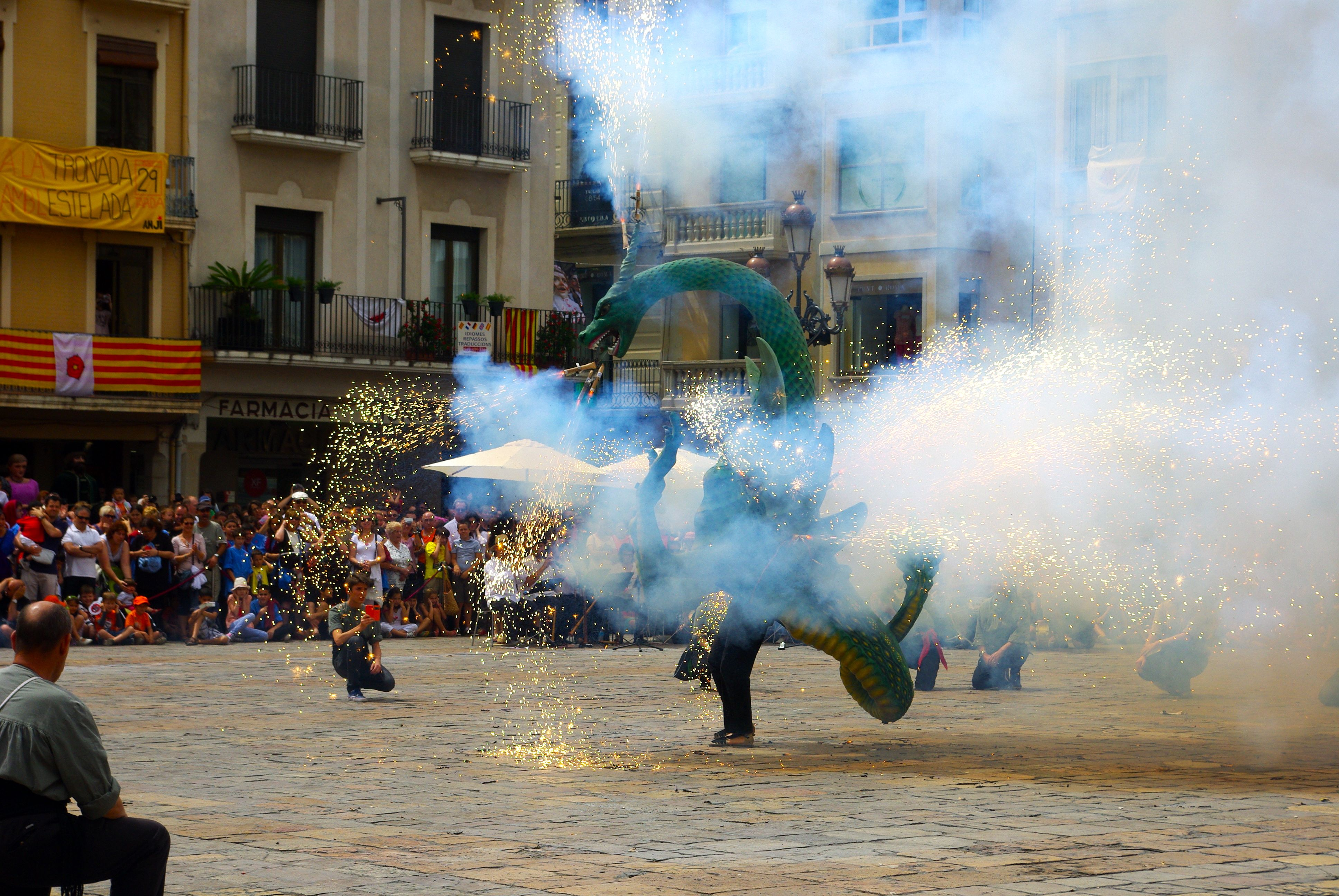
La Víbria

La Víbria de Reus forma part del Seguici Festiu de Reus i surt durant la Festa Major de la ciutat, tot i que també ho fa per altres motius, sobretot per trobades d'elements de foc del bestiari popular català. La Víbria o vibra és una figura de l'imaginari col·lectiu, una bèstia fabulosa. En la forma i nom primitius apareix en la Cimera del Casal de Barcelona, transformada després en una ratapinyada.
La seva funció no és únicament la dansa i l'acompanyament als seguicis: en termes festius, el seu alè pestilent l'ha convertit en una bèstia de foc, que participa en actuacions pirotècniques com els correfocs. Precisament la seva incorporació al bestiari festiu s'explica per la notable popularització de les colles de diables i grups de foc, en el si dels quals han estat creades moltes d'elles. De la Víbria de Reus es pot dir que és una de les més joves, ja que va ser construïda l'any 2007. Malgrat tot, no va néixer per la iniciativa d'un grup de diables sinó com a mitjà d'incorporació a la festa d'una entitat ja existent: va ser creada per iniciativa de la secció local d'Esquerra Republicana de Catalunya (ERC) per celebrar el centenari del Foment Nacionalista Republicà, històrica societat del republicanisme reusenc que més endavant participaria en la fundació d'ERC l'any 1931. L'escultor reusenc Manel Llauradó li va donar forma i va ser estrenada el 21 d'abril d'aquell any. La Víbria de Reus té el cos recobert d'escates verdes i unes mamelles poc desenvolupades, i es caracteritza pel seu llarg coll arquejat, la seva boca ferotge i les grans potes.
Tot i tenir una vinculació directa amb el Casal Foment, la Víbria té una colla de portadors pròpia.

## Característiques
- Material: Fibra de vidre[3]
- Any de construcció: 2007
- Pes: 64 kg[3]
- Escultor: Manel Llauradó

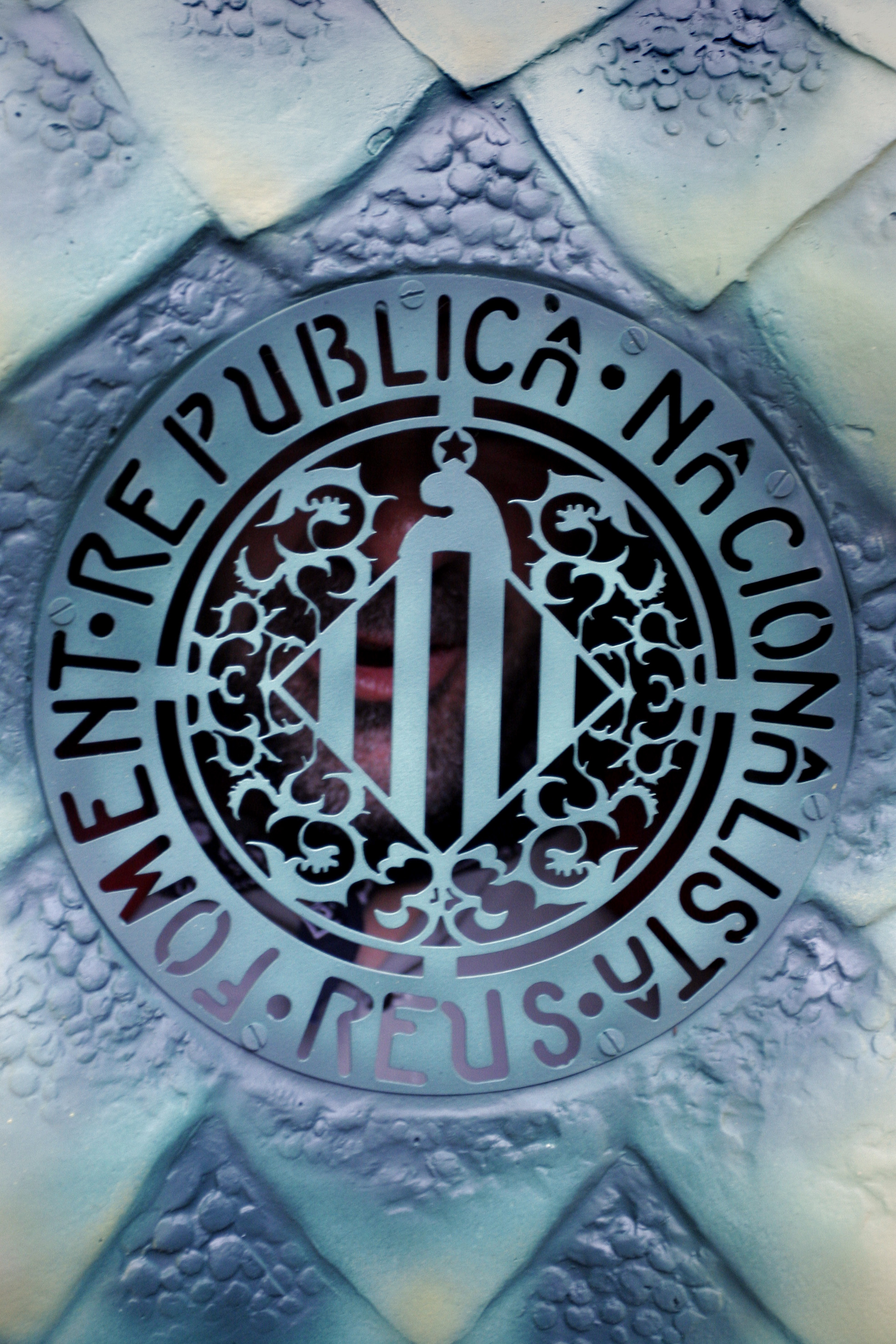
Detall de l'escut històric del Casal Foment Nacionalista i Republicà, al pit de la Víbria de Reus, usat com a visor del portador.

- Tracció: Autoportada interiorment per 1 persona.[3]
- Punts de foc: 21[3] (repartits per tot el cos).
- Colla de portadors: Colla de la Víbria de Reus
- Festes i celebracions que li són pròpies: Sant Jordi (23 d'abril), Festa Major de Sant Pere (29 de juny) i Festa Major de Misericòrdia (25 de setembre).
- Actua a més d'aquestes: Sí
- Actua fora de la població: Sí
- Composició musical: música composta per Daniel Carbonell.

## Referents històrics i geogràfics
La víbria és un animal de la mitologia fantàstica popular. És bàsicament un drac però amb marcats caràcters femenins (com dues mamelles prominents) i ocellístics, com dues urpes i bec d'àliga. Té fama de malvada.
A l'edat mitjana la forma original era vibra i era sinònim de cuca i d'escurçó. Es coneix des de l'entremès de Sant Jordi de 1399. Al principi hauria estat, doncs, una mena de serp amb trets d'au a la qual posteriorment la imaginació popular li hauria aplicat trets femenins. En la forma i nom primitius apareix en la Cimera del Casal de Barcelona, transformada després en un ratpenat o ratapinyada.
Segons un article de Jan Grau a la revista Gegants, la Víbria: “és l'animal més tradicionalment ferotge del bestiari festiu. La seva aparença és la d'un drac, però amb uns pits femenins. Amades ens comenta que tot sovint a la processó, anava immediatament després del drac i aquest fet provocava que el cronista de l'època, sobretot quan es tractava d'un foraster, la titllessin també de drac. Aquesta teoria s'accentua especialment quan trobem que la víbria desapareix de la documentació a partir dels inicis del segle xviii, quan amb Felip V i el Decret de Nova Planta vàrem tenir tots els cronistes castellans, que no coneixien la tipologia de la bèstia perquè només la trobem documentada a Catalunya.
El mot víbria també el trobem escrit com vibre, bíbria, brívia i bívria, encara que possiblement es tracti d'un factor fonètic o d'escriptura. La paraula ve del llatí viper-viperus que significa víbora, amb una concepció més àmplia que la serp. La víbora es refereix també a un animal verinós, l'atac del qual és terrible. El fet que ostenti pits de dona ha donat peu a moltes interpretacions, la més simple de les quals la situa com a femella del drac, però, en canvi, té un nom propi i simbòlicament la trobem ben diferenciada.”
La Víbria ha esdevingut el símbol del Casal de Barcelona, de la dinastia reial catalana. La cimera del Casal de Barcelona és una cimera en la qual es representa una vibra i que començà a usar el rei Pere el Cerimoniós com a empresa o divisa personal, després esdevingué símbol dels reis catalanoaragonesos i, finalment, del país. Prest es confongué amb el ratpenat com a símbol d'alguns d'aquests reis. Modernament, la Vibra s'ha anomenat Drac Alat.
L'ús de la Víbria com a simbologia s'ha mantingut arreu dels territoris dels Països Catalans. En destaca l'actual emblema oficial de la Generalitat Valenciana o l'escut històric de la Ciutat de Palma, a Mallorca.